# 虎虎タイガー!!
「虎虎タイガー!!」（とらとらタイガー）は、2014年11月26日にポニーキャニオンより発売されるベイビーレイズの楽曲で、8枚目のシングル。

## 概要
前作から6か月ぶりとなる2014年第3弾シングル。

## 収録曲

### 初回生産限定盤A
CD
1. 虎虎タイガー!![3:47]
（作詞・作曲・編曲：玉屋2060％(Wienners)）
2. ハッピーエンドレス[4:39]
（作詞・作曲：笠井快樹(鶴)、編曲：鶴）
3. 冬の魔法[4:32]
（作詞・作曲：秋野温・笠井快樹(鶴)、編曲：鶴)）
4. 虎虎タイガー!! (Instrumental)
5. ハッピーエンドレス (Instrumental)
6. 冬の魔法 (Instrumental)

DVD
1. 「虎虎タイガー!!」 Music Video
2. 虎ノ門列伝 ～武道館まで泣きま編～
3. 「虎虎タイガー!!」 ジャケットメイキング

特典
1. イベント参加券
2. オリジナル・トレーディングカード(タイプA)全5種より1種
3. 「虎虎カルチョ」デジタル投票カード (入力期限/2014年12月24日)

### 初回生産限定盤B
CD
1. 虎虎タイガー!!
2. ハッピーエンドレス
3. マジックアワー[3:31]
（作詞・作曲：磯部正文(HUSKING BEE)、編曲：HUSKING BEE）
4. 虎虎タイガー!! (Instrumental)
5. ハッピーエンドレス (Instrumental)
6. マジックアワー (Instrumental)

DVD
1. 「虎虎タイガー!!」 Music Video
2. 「虎虎タイガー!!」 Dance Ver.
3. 虎ノ門列伝 ～いざ武道館！“虎虎ろ”を１つに！～
4. 「虎虎タイガー!!」 Music Video メイキング

特典
1. イベント参加券
2. オリジナル・トレーディングカード(タイプB)全5種より1種
3. 「虎虎カルチョ」デジタル投票カード (入力期限/2014年12月24日)

### 初回生産限定盤C
CD
1. 虎虎タイガー!!
2. ハッピーエンドレス
3. 虎虎タイガー!! (Instrumental)
4. ハッピーエンドレス (Instrumental)

DVD
ベイビーレイズ伝説の雷舞！-頑虎一徹- 2014.07.13 at 日比谷野外音楽堂
1. 恋はパニック
2. ロックオン・ダーリン
3. ベイビーレボリューション
4. ベイビーステップ
5. ミチシルベ
6. ベイビーレイズ
7. チャリンコアイドル
8. ぶっちゃけRock’n はっちゃけRoll
9. TIGER SOUL

特典
1. イベント参加券
2. 「虎虎カルチョ」デジタル投票カード (入力期限/2014年12月24日)

### 通常盤
CD
1. 虎虎タイガー!!
2. ハッピーエンドレス
3. 虎虎タイガー!! (Instrumental)
4. ハッピーエンドレス (Instrumental)

特典
初回生産分のみに封入。
1. イベント参加券
2. 「虎虎カルチョ」デジタル投票カード (入力期限/2014年12月24日)